# Lagersberg, Västmanland
Lagersberg är en mindre herrgård i Västerås kommun, cirka 7 km norr om Kvicksund. 
Mangårdsbyggnaden har daterats till 1700-talets mitt. En möjlig precisering är 1728, då drabanten Evert Fredrik von Saltza slog samman skötseln av de båda bondgårdar som dittills delat på den tomt där herrgården idag ligger. Flyglarna, som är faluröda, sägs vara uppförda på 1750-talet. 
Lagersberg, som tidigare hette Gårdesta, fick sitt namn när kammarherren Axel Alexander Lagerhielm mot 1760-talets slut valde att förlägga sitt residens där.